# Антибіографія
Антибіогра́фія — антижанр, модифікація жанру біографії. Художня структура антибіографії в значній мірі визначається формою біографічного жанру та наповнюється змістом з протилежною ідейною спрямованістю. Ідея антібіографії втілюється за принципом «від противного». Антібіографію можна порівнювати з пародією. У випадку особливої шаржованності героя (антигероя), антибіографію іноді називають біографією-памфлетом.

## Відомі в Україні антибіографії
- Олесь Бузина. Вурдалак Тарас Шевченко (2000)

## Інші визначення антибиографії
Відомий польський письменник Войцех Кучок, автор книги «Гівнюк» із підзаголовком «Антибіографія», так визначає для себе цей жанр:
|   | Антибіографія» — це заперечення біографії <…> або негативна біографія: сімейний альбом с непроявленими знімками, розповідь, виткана з подій, які герой не хоче або не може пам'ятати, оскільки їх не було. Або жахлива біографія, якої ми не побажали б навіть своїм гіршим ворогам |
| — | |